# Вилијамсвил (Њујорк)
Вилијамсвил (енгл. Williamsville) град је у америчкој савезној држави Њујорк.

## Демографија
По попису из 2010. године број становника је 5.300, што је 273 (-4,9%) становника мање него 2000. године.
| Група             | 2000.         | 2010.         |
| Белци             | 5.375 (96,4%) | 4.796 (90,5%) |
| Афроамериканци    | 38 (0,7%)     | 118 (2,2%)    |
| Азијати           | 53 (1,0%)     | 223 (4,2%)    |
| Хиспаноамериканци | 60 (1,1%)     | 89 (1,7%)     |
| Укупно            | 5.573         | 5.300         |